# Unidade motora
Unidade motora é composta por um único  neurônio motor alfa e todas as fibras musculares que ele inerva. Substâncias químicas especializadas são liberadas pelo neurônio motor em resposta a um impulso nervoso. Em seguida, essas substâncias químicas geram eventos no interior da célula muscular que resultam em contração ou encurtamento desta.
Ao grupo de fibras musculares inervadas por todos os ramos de um único motoneurónio dá-se o nome de unidade motora.
Os neurônios motores alfa inervam fibras musculares extrafusais, que são o principal componente gerador de força de um músculo. Seus corpos celulares estão no chifre ventral da medula espinhal e às vezes são chamados de células do corno ventral. Um único neurônio motor pode fazer sinapses com 150 fibras musculares, em média. As unidades motoras são divididas em 3 categorias: 
1. Unidades motoras lentas (S) estimulam as pequenas fibras musculares, que se contraem muito lentamente e fornecem pequenas quantidades de energia, mas são muito resistentes à fadiga, por isso são usadas para sustentar a contração muscular, como manter o corpo ereto. Elas ganham energia através de meios oxidativos e, portanto, exigem oxigênio. São também são chamadas de fibras vermelhas.[2]
2. Unidades motoras rápidas e fatigantes (FF) estimulam grupos musculares maiores, que aplicam grande quantidades de força, mas que fadigam muito rapidamente. Elas são usadas para tarefas que exigem grandes explosões breves de energia, como saltar ou correr. Elas ganham energia através de meios glicolíticos e, portanto, não necessitam de oxigênio. São chamadas de fibras brancas.[2]
3. Unidades motoras rápidas e resistentes à fadiga (FR) estimulam grupos musculares de tamanho moderado que não reagem tão rapidamente quanto as unidades motoras do FF, mas podem ser sustentados por muito mais tempo (como está implícito no nome) e fornecer mais força do que unidades motoras S. Usam meios oxidativos e glicolíticos para ganhar energia.[2]

## Junção neuromuscular
A interface entre um neurônio motor e uma fibra muscular é uma sinapse especializada chamada junção neuromuscular. Após a estimulação adequada, o neurônio motor libera neurotransmissores de acetilcolina (Ach) dos terminais axônicos das vesículas sinápticas que se ligam à membrana plasmática. As moléculas de acetilcolina se ligam aos receptores pós-sinápticos encontrados dentro da placa motora. Uma vez que dois receptores de acetilcolina foram ligados, um canal iônico é aberto e íons de sódio são permitidos fluir para dentro da célula. O influxo de sódio na célula causa despolarização e desencadeia um potencial de ação muscular. Os túbulos T do sarcolema são então estimulados para induzir liberação de íons cálcio do retículo sarcoplasmático. É essa liberação química que faz com que a fibra muscular alvo se contraia.
- Em invertebrados, dependendo do neurotransmissor liberado e do tipo de receptor que se liga, a resposta na fibra muscular pode ser excitatória ou inibitória.
- Para os vertebrados, no entanto, a resposta de uma fibra muscular a um neurotransmissor só pode ser excitatória, em outras palavras, contrátil. O relaxamento muscular e a inibição da contração muscular nos vertebrados são obtidos apenas pela inibição do próprio neurônio motor. A inervação muscular pode eventualmente desempenhar um papel na maturação da atividade motora. É assim que os relaxantes musculares atuam nos neurônios motores que inervam os músculos (diminuindo sua atividade eletrofisiológica) ou nas junções neuromusculares colinérgicas, e não nos próprios músculos.